# ガンビアの港湾
ガンビアの港湾（ガンビアのこうわん、英語: Ports and harbours in the Gambia）は、ガンビアにおける港湾について記す。

## 一覧
- バンジュール港（バンジュール）
- クンタウル港（クンタウル） - 河川港